# (2724) Orlov
(2724) Orlov est un astéroïde de la ceinture principale.

## Description
(2724) Orlov est un astéroïde de la ceinture principale. Il fut découvert le 13 septembre 1978 à Naoutchnyï par Nikolaï Tchernykh. Il présente une orbite caractérisée par un demi-grand axe de 2,93 UA, une excentricité de 0,12 et une inclinaison de 4,0° par rapport à l'écliptique.

## Compléments